# Jusef Erabi
Jusef Erabi, né le 8 juin 2003 à Stockholm en Suède, est un footballeur suédois qui évolue au poste d'avant-centre au Hammarby IF.

## Biographie

### En club
Né à Stockholm en Suède, Jusef Erabi est notamment formé par le Hammarby IF. Il commence toutefois sa carrière professionnelle à l'IK Frej, en troisième division suédoise, où il est prêté en 2020. Il joue ainsi son premier match lors d'une rencontre de championnat le 24 octobre 2020, contre le Sandvikens IF. Il est titularisé et son équipe s'incline par trois buts à deux.
Le 22 juillet 2021, Erabi joue son premier match avec l'équipe première d'Hammarby, à l'occasion d'une rencontre qualificative pour la phase de groupe de la Ligue Europa Conférence 2021-2022, contre le NK Maribor. Il entre en jeu à la place de Astrit Selmani, qui est auteur d'un triplé ce jour-là, et son équipe s'impose (3-1 score final),. Il fait ses débuts dans l'Allsvenskan le 15 août 2021, contre l'IF Elfsborg. Il entre en jeu à la place de Astrit Selmani et son équipe s'incline par deux buts à zéro.
Le 10 août 2022, Erabi prolonge son contrat avec Hammarby. Il est alors lié au club jusqu'en décembre 2024.
Le 25 février 2023, Erabi se fait remarquer en réalisant son premier doublé pour Hammarby, lors d'une rencontre de coupe de Suède contre le Norrby IF. Titularisé, il contribue à la victoire de son équipe par trois buts à zéro,.
S'imposant comme un joueur régulier de l'équipe première, Erabi se fait notamment remarquer lors de l'été 2023 en marquant trois buts en quatre matchs.

### En sélection
Jusef Erabi représente la Suède en sélection, il commence avec les moins de 19 ans. Il fait en tout neuf apparitions avec cette sélection pour un but marqué entre 2021 et 2022.

## Vie privée
Jusef Erabi est issu d'une famille originaire d'Afghanistan. Son père, Wahid, était notamment footballeur dans son pays,.